# Che Angelo Sei
Che Angelo Sei (укр. Який же ти ангел?) — студійний альбом італійського попдуету «Аль Бано і Роміна Пауер» 1982 (другий альбом виданий того року). Записаний у студії «Union Studios», Мюнхен (Німеччина). Найвідоміші пісні з альбому — балади «Che Angelo Sei» та «Tu Soltanto Tu». Зайняв 34 місце у німецькому хіт-параді.

## Список композицій
- Che Angelo Sei / Який же ти ангел? (Мінеллоно /Пауер / Карризі) — 03:34
- Abbandonati / Покинуті (Міюкі/ Пауер/ Клерічетті) — 03:02
- Meditando / Міркуючи (Пауер/ Карризі) — 03:09
- Perché / Чому? (Пауер/ Карризі) — 03:53
- Viaggiando / Подорожуючи (Пауер/ Карризі) — 02:58
- Tu Soltanto Tu / Ти, тільки ти (Мінеллоно/ Хоффманн/ Фаріна) — 03:39
- Parigi È Bella / Париж — гарний (Мінеллоно/ Фаріна) — 03:18
- 1961 / 1961-й рік (Карризі) — 03:20
- Anche Tu / І ти теж (Пауер/ Карризі) — 03:26
- Io Ti Cerco / Я шукаю тебе (Пауер/ Карризі) — 03:38

## Учасники запису
- Аль Бано — вокал
- Роміна Пауер — вокал
- Гюнтер Гебауер — бас-гітара
- Курт Кресс — ударні
- Матс Бйорклунд — гітара
- Чарлз Хорнеман — гітара
- Джеф Бастов — клавішні, синтезатори
- Мюнхенський струнний оркестр
- Паола Орланді, Паола Планча, Габріель Балдуччі — бек-вокал